# Einzelsiedlung

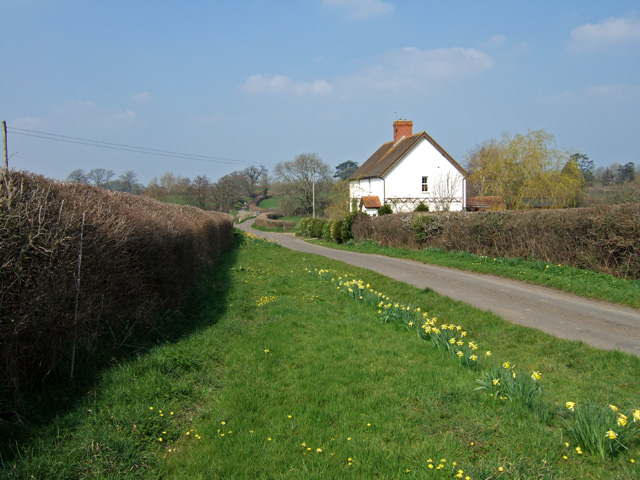
Cottage in Dorset, Südwestengland

Einzelsiedlung, Einzellage, auch Einzelhof, Einzelhaus, Einödhof, Wustung – in Bayern, Baden-Württemberg und Österreich auch Einöde bzw. Einschicht – nennt man einzeln stehende Gebäude als Wohnplatz beziehungsweise Hofstelle.

## Etymologie
Der Begriff Einöde (althochdeutsch einōti ‚allein liegend‘) bezeichnet im Oberdeutschen den kleinsten Siedlungstypus (vgl. Einödflur), so „dörfer, weiler und ainöden“ in den Augsburger Chroniken im 15. Jahrhundert oder „stetten, märckten, flecken, ainöden“ in der Tiroler Landsordnung 1573.
Die -ed(t)/-öd(t)-Namen im bairischen Raum beziehen sich aber nicht auf Einödhöfe, die als Hauptsiedlungsraum einen „schönen“ Namen bekamen, sondern auf aufgelassene (verödete) und wiederaufgenommene Siedlungsstellen.

## Zur Siedlungsform

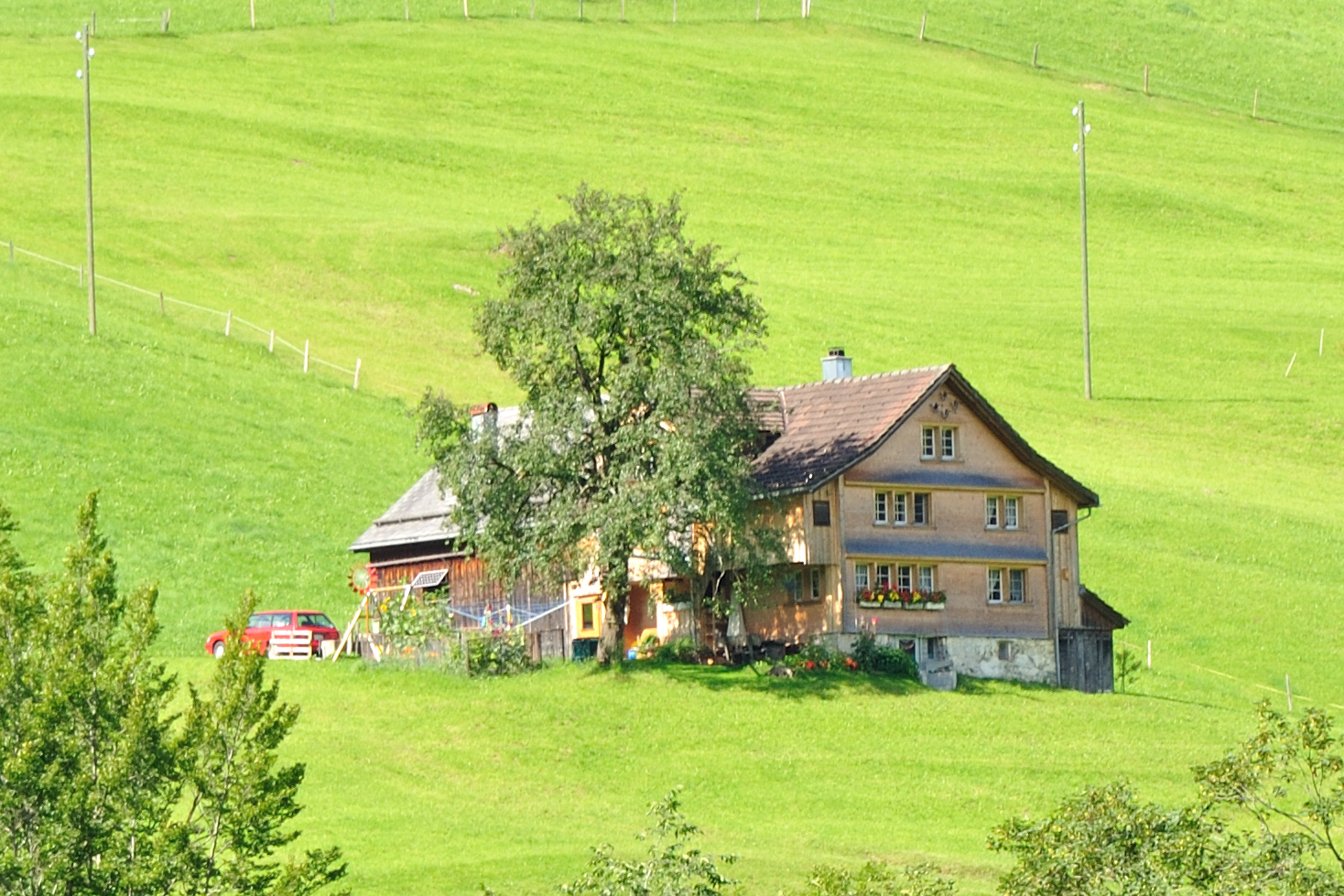
Einzelhof in Nesslau, Ostschweiz

Einzelsiedlungen sind typischerweise einzeln stehende Bauernhöfe (Gehöfte), Mühlen, Gasthäuser und Ähnliches, die nicht oder kaum in eine geschlossene Ortschaft eingebunden sind. Sie können aus einem einzigen, mehrfunktionalen Gebäude (Einhof), aus zwei Gebäuden, meist Wohn- und Ökonomiegebäude (Zwei- oder Zwiehof), oder aus mehreren Gebäuden (Gruppenhof) gebildet sein (siehe auch Bauernhaus). Die Hauptgebäude mit Wohnfunktion liegen in der Einzelhofsiedlung mindestens 100 Meter voneinander entfernt, andernfalls handelt es sich um eine Gruppensiedlung.
Einzelsiedlungen können durch spontane, individuelle Besiedlung oder durch geplante Kolonisation entstehen. Einzelsiedlungen entstanden in jeder Siedlungsperiode. Sie konnten als Gründungssiedlungen primär oder durch Auflösung von Dörfern (Verödung) sekundär entstehen.
Die in Österreich gleichgereihten Begriffe Einöde, Einzelhof, Einzelhaus, Einschicht bezeichnen „1 oder 2 benachbarte Gebäude, nicht jedoch Guts- oder Meierhöfe“.
Mehrere, in relativer Nähe befindliche Einzellagen ähnlicher Art bilden eine Streusiedlung. Sie besteht aus Einzelhöfen, bei denen die spezialisierten Ökonomiegebäude mehr oder weniger regelmäßig über die ganze landwirtschaftliche Nutzfläche verteilt sind; dadurch entsteht ein relativ dichtes Siedlungsmuster aus Einzelgebäuden.

## Ortsnamen
In Bayern wurden die Namen meist zu -öd standardisiert:
- Öd (Schönthal)
- Öd (Eslarn)
- Oed (Altenmarkt an der Alz)
- Einödsbach
- Reisachöd
- Hermannsöd
- Krausenöd

In Österreich findet sich -ed(t) und -öd(t)
- Einöde (Gemeinde Treffen am Ossiacher See)
- Einöd (Gemeinden Gröbming, Michaelerberg-Pruggern)
- Sattledt
- Hausruckedt
- Harlingsedt
- Oedt an der Wild
- Rauchenödt